# 1300
1300 (MCCC) var ett skottår som började en fredag i den julianska kalendern.

## Händelser

### Februari
- 22 februari – Påven utser detta år till jubelår.

### Juni
- 15 juni – Staden Bilbao bildas.
- 17 juni – Åbo domkyrka invigs.
- 18 juni – Biskop Henriks reliker flyttas från Nousis kyrka till Åbo domkyrka.

### Okänt datum
- Det femte svenska korståget mot Finland påbörjas och går denna gång mot floden Neva. Borgen Landskrona anläggs vid flodens mynning.
- Sverige uppskattas ha omkring en miljon invånare.

## Födda
- Magnus Birgersson, son till Birger Magnusson, svensk prins.
- Jeanne de Clisson, fransk pirat.

## Avlidna
- 18 juli – Gerhard Segarelli, ledare för Apostlabröderna.
- Tran Hung Dao, vietnamesisk general.
- Albrekt III av Brandenburg

### Fotnoter
1. ↑  "Calendar – Portugal – 1300" (Julian calendar), Time and Date AS / Steffen Thorsen, 2008, webbplats: TimeandDate-calendar-1300-Portugal.